# The Spectator (1711)
«Спектейтор» («The Spectator», тобто «Глядач», «Спостерігач») — суспільно-політичний і сатиричний журнал, який видавався в Лондоні Джозефом Еддісоном і Річардом Стілом в 1711—1714 роках.
Ініціатива створення журналу належала Еддісону, який вбачав завдання видання в тому, щоб «вивести Просвітництво з комірок і бібліотек, шкіл і університетів і поселити його в клубах і асамблеях, в кав'ярнях і за чайними столиками».
Цей модний журнал, що виходив практично щодня з березня 1711 по грудень 1712 року представляв читачам не тільки політичні новини, літературні новинки, огляди останніх віянь в світі моди, але й серйозні критичні розбори. Видавці прагнули не тільки потурати смакам публіки, скільки піднімати її рівень. Перед читачами «Спостерігача» проходили галереї модних диваків, супроводжувані кумедними карикатурами. Особливим успіхом користувалися щотижневі есе Еддісона про Мільтонів «Втрачений рай» — твір, в той час майже забутий.
Щодня по Лондону розходилося до 3000 примірників «Спостерігача», що на ті часи було рекордом, а після закриття журналу його 555 номерів були перевидані в семи книжках. У 1714 році Еддісон за сприяння двох помічників склав і видав ще 80 номерів «Спостерігача».